# Lubenec (stacja kolejowa)
Lubenec – stacja kolejowa w Lubencu, w kraju usteckim, w Czechach. Jest ważnym węzłem kolejowym. Znajduje się na wysokości 395 m n.p.m.
Jest zarządzana przez Správę železnic. Na stacji nie ma możliwości zakupu biletów, a obsługa podróżnych odbywa się w pociągu.

## Linie kolejowe
- 161 Rakovník - Bečov nad Teplou